# Sergei Jakowlewitsch Sokolow
Sergei Jakowlewitsch Sokolow (* 26. Septemberjul. / 8. Oktober 1897greg. 1897 in Krjaschim, Saratow; † 20. Mai 1957 in Leningrad) war ein sowjetischer Wissenschaftler und gilt als Pionier der ultraschall-gestützten Materialprüfung.

## Leben
Sokolow war seit 1925 als Wissenschaftler im Leningrader Institut für Elektrotechnik beschäftigt, nachdem er dort seinen Abschluss gemacht hatte. Sein Forschungsgebiet war Akustik, speziell Ultraschall und dessen Anwendung. 1927 entwickelte er Techniken, Schall durch Metall ohne nennenswerte Absorption hindurchzuleiten. Auf Basis dieser Technik konnte er 1928 Strukturschäden in Metallen aufspüren. Allerdings war die Technik zu diesem Zeitpunkt noch nicht weit genug fortgeschritten, um praktisch eingesetzt zu werden. 1933 wurde er zum Professor am Institut. Sokolow hatte ebenfalls die Idee, ein Mikroskop mit Hilfe von Ultraschall zu bauen, welches eine ähnliche Auflösung wie ein optisches Mikroskop haben könnte. Ende der 1930er Jahre konnte dies technisch realisiert werden.
1953 wurde er zum korrespondierenden Mitglied der Akademie der Wissenschaften der UdSSR gewählt.

## Veröffentlichungen
- 1929: On the problem of the propagation of ultrasonic oscillations in various bodies. Elek. Nachr. Tech. 6:454-460.
- 1935: Ultrasonic oscillations and their applications. Tech. Phys. 2:1-23.
- 1935: The practical utilization of the diffraction of light by ultrasonic waves. Z. Phys. 36:142-144.
- 1935: Ultrasonic methods of detecting internal flaws in metal articles. Zavodskaya Laoratoriya 4:1468–1473.
- 1941: Ultrasonic methods of studying the properties of quenched steel and detecting internal flaws in metallic articles. Zh. Tekh. Fiz. 11:160-169.
- 1946: The use of ultrasonic oscillations for observing physico-chemical processes. Zh. Tekh. Fiz. 16:784-790.
- 1948: Oscillations induced in a piezo-electric quartz rod by a non-uniform field. Z. Phys. 50:385-399.
- 1948: The use of ultrasonics in technology and physics. Zavod. Lab. 11:1328–1335.
- 1949: The ultra-acoustic microscope. Zh. Tekh. Fiz. 19:271-273.
- 1949: The Ultrasonic microscope. Dokl. Akad. Nauk.SSSR 64:333-335.